# 바투 동굴

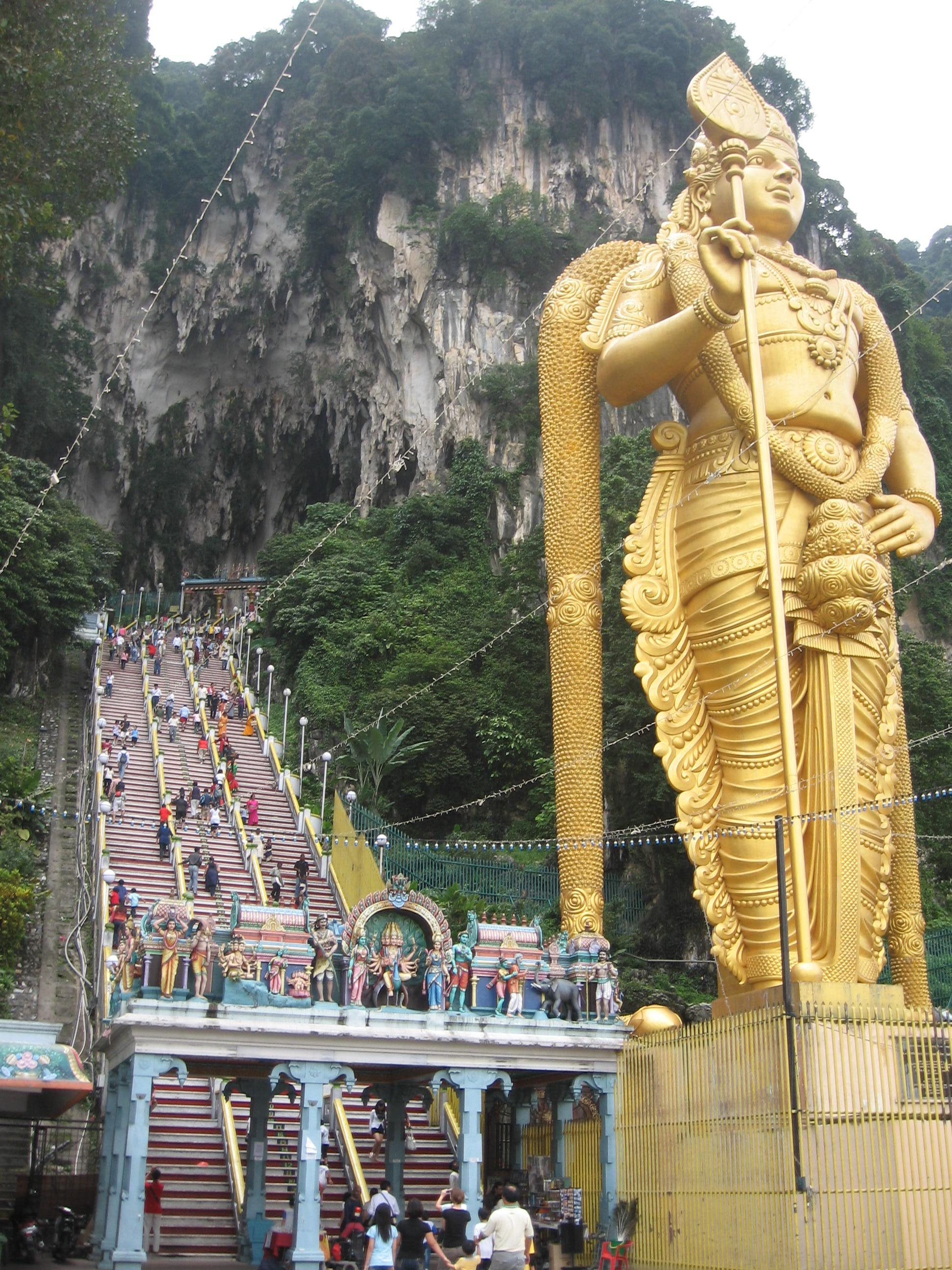
바투 동굴 입구

바투 동굴(영어: Batu Caves, 타밀어: பத்து மலை)은 말레이시아 슬랑오르주 곰박에 있는 언덕 동굴과 힌두교 사원이다. 입구 앞에는 군주 무루간 동상 있다.